# لرزش
لرزش یا رَعشه (به انگلیسی: Tremor) به حرکاتی غیرارادی و پاتولوژیک در ماهیچه‌های بدن گفته می‌شود که حالتی نسبتاً ریتمی و نوسانی (به جلو و عقب) دارند.
لرزش رایج‌ترین شکل حرکت‌های غیرارادی است و می‌تواند در دستان، بازوها، سر، صورت، تارهای صوتی، بالاتنه و پاها رخ دهد.
بیشتر رعشه‌ها در دستان اتفاق می‌افتند. در بسیاری از افراد، لرزش یک سمپتوم یا نشانه برای اختلالی عصبی در بدن است.
از شناخته‌شده‌ترین لرزش‌ها می‌توان به لرزش فک و به هم خوردن دندان‌ها به دلیل سرما یا ترس اشاره نمود.
به رعشه و فلج بخش‌هایی از صورت لقوه گفته می‌شود.

## علت‌ها
لرزش و رعشه یک اختلال کینتیک است. بیماری‌های مغز و اعصاب در بخش‌های کنترل‌کنندهٔ ماهیچه در مغز یا نخاع یا شرایطی که می‌تواند سبب لرزش شود از جمله ام‌اس، سکته مغزی، ضربه مغزی، بیماری مزمن کلیه و تعدادی از بیماری‌های عصبی است که بخش‌هایی از ساقه مغز و مخچه را مورد آسیب یا نابودی قرار دهد، بیماری پارکینسون نیز در بیشتر موارد با لرزش همراه است.
علل دیگر شامل استفاده از داروها (مانند آمفتامین، کوکائین، کافئین، کورتیکواستروئیدها، اس‌اس‌آرآی)، الکل، مسمومیت با جیوه یا ترک مواد مخدر، ترک الکل یا ترک بنزودیازپین است. لرزش همچنین می‌تواند در نوزادان با فنیل کتونوری (PKU)، تیروئید پرکار یا نارسایی کبد دیده شود.
لرزش ممکن است نشانه‌ای از هیپوگلیسمی به همراه تپش قلب، عرق کردن و اضطراب و همچنین کمبود خواب، کمبود ویتامین، یا افزایش استرس ایجاد شود.
کمبود منیزیم و تیامین یا ویتامین‌ب۱ نیز باعث رعشه یا لرزش می‌شود که با اصلاح این کمبود، لرزش برطرف می‌شود.
برخی از انواع لرزش ارثی هستند و در دیگر اعضای خانواده نیز وجود دارند درحالی‌که برخی دیگر بدون علت شناخته شده نیازمند آزمایش‌های گوناگون برای پیدا نمودن دلیل آن هستند.
ویژگی‌های این اختلال ممکن‌است شامل لرزش آهنگین و ریتمیک در دست‌ها، بازوها، سروگردن، پاها یا لرزش در صدا باشد. دشواری در نوشتن یا نگه‌داشتن قاشق و چنگال از دیگر ویژگی‌های رعشه است. برخی از لرزش‌ها ممکن است در زمان استرس یا احساسات شدید یا زمانی‌که فرد از نظر فیزیکی خسته شده یا در یک وضعیت خاص قرار گرفتن بدن دیده شوند. لرزش از نظر آماری بین هردو جنس برابر است.

## سبب‌شناسی
لرزش اغلب با ویژگی‌های بالینی، علت یا منشأ آن طبقه‌بندی می‌شود. برخی از شکل‌های بهتر شناخته شدهٔ لرزش و نشانه‌های آن شامل موارد زیر است:

### لرزش مخچه‌ای
لرزشی آهسته در گستره‌ای از اندام‌های انتهایی مانند مچ دست در پاسخ به یک حرکت هدفمند، مانند تلاش برای بستن یک دکمه یا لمس نوک بینی خود شخص به وسیلهٔ انگشتش رخ می‌دهد. لرزش مرتبط به مخچه به دلیل ضایعات یا صدمه به مخچه ناشی از سکته مغزی، تومور، یا بیماری مانند مولتیپل اسکلروزیس یا اختلالات دژنراتیو ارثی ایجاد می‌شود.
خد۶د۵ذغرغرذ۶وححپجپ۶د۵ر۴رفزفزفصط۲ط۳زرغع ه خ‌حپثمتلتن

### لرزشدیستونی
در همه سنین و در بیماران دچار دیستونی رخ می‌دهد.

### لرزش اساسی
شایع‌ترین نوع لرزش و رعشه است. این لرزش می‌تواند در برخی افراد خفیف و غیر وخیم شونده بماند و در دیگران به آرامی پیش رونده باشد به‌طوری‌که ابتدا در یک طرف بدن آغاز شده اما در کمتر از سه سال در هر دو طرف بدن مشاهده شود.

### لرزش اورتواستاتیک
لرزش وضعیتی با فرکانسی بیش از ۱۲ هرتز در پاها و هنگامی رخ می‌دهد که فرد از حالت نشسته یا خوابیده بر روی دوپای خود قرار می‌گیرد.

### لرزش پارکینسون
ناشی از آسیب به ساختارهای مغزی است که کنترل حرکت را به عهده دارند. این لرزش در هر حالتی وجود دارد حتی زمانی که شخص در حالت استراحت است اما لرزش در اندام قابل مشاهده است.

### لرزشفیزیولوژیک
در حالتی طبیعی رخ داده و اهمیت بالینی ندارد. امری که به ندرت قابل مشاهده است و ممکن است در هیجان شدید مانند اضطراب یا ترس به اوج برسد. از دیگر علت‌ها می‌توان به افت قند خون یا هیپوگلیسمی، تب، خستگی شدید فیزیکی و گرسنگی اشاره نمود. بسامد این لرزش حدود ۱۰ هرتز است.

### لرزش روان‌زاد
لرزش سایکوژنیک یا وابسته به وضعیت روانی که با نام لرزش هیستریک نیز شناخته می‌شود و می‌تواند در حال استراحت یا هنگام حرکت و تغییر وضعیت در بدن رخ دهد. ویژگی‌های این‌گونه لرزش از شخص به شخص متفاوت است، اما به‌طور کلی شامل شروع و فروکش ناگهانی، افزایش شدت لرزش با افزایش استرس بوده و تا حد زیادی هنگامی که شخص از ذهنیت و موقعیت حاضر به بحث یا موضوعی دیگر منحرف شود، لرزش کاهش یافته یا ناپدید می‌شود. بسیاری از بیماران مبتلا به ترمور سایکوژنیک یک اختلال تبدیلی یا بیماری روانی دیگر نیز دارند.

### لرزشروبرال
لرزشی از نوع زبر و خشن و آهسته که در حال استراحت، با تغییر وضعیت در بدن یا با قصد و هدف یک حرکت مشخص، ظاهر می‌شود. این لرزش به شرایطی در هسته قرمز مغز میانی یعنی بخش جانبی از دستگاه خارج هرمی وابسته است.